# Epistula Apostolorum
Het Epistula Apostolorum (Brief van de apostelen) is een pseudepigrafisch werk waarvan de oorspronkelijk Griekse tekst tussen ca. 130 en ca. 150 geschreven moet zijn. Er is van die oorspronkelijke Griekse tekst nooit iets gevonden. De tekst is geheel bewaard gebleven in een vertaling in het Ge'ez, gedeeltelijk in het Koptisch en er is een fragment in het Latijn. De titel Epistula Apostolorum is niet oorspronkelijk, maar is afgeleid van een zin aan het begin van de tekst. Er is geen overeenstemming op het vakgebied over het milieu waar de oorspronkelijke tekst is ontstaan. Na de ontdekking van de vertalingen begin twintigste eeuw werd gedacht aan Syrië, later in die eeuw ging de voorkeur uit naar Alexandrië. In de eenentwintigste eeuw noemen publicaties vooral Klein-Azië als regio van ontstaan.     
De tekst heeft de vorm van een brief geschreven door de apostelen. Het bevat materiaal en kennis dat hen is verteld door de herrezen Christus met het doel de leerstellingen van de valse apostelen Simon Magus en Cerinthus te weerleggen. Zij zijn hiermee de vroegst beschreven ketters in bronnen buiten het Nieuwe Testament. De essentie is dat de lezers wordt aangemoedigd vooral houvast te vinden in de door de apostelen geschreven evangeliën.  
De tekst is onderverdeeld in eenenvijftig hoofdstukken. In het eerste deel wordt een samenvatting van het leven van Jezus beschreven, gebaseerd op de canonieke evangeliën. Het is duidelijk dat de auteur van het werk bekend is met de tekst van alle vier canonieke evangeliën, inclusief dat van Johannes. Het tweede – in omvang grotere – deel is een verslag van gesprekken tussen Jezus en de apostelen. In het het laatste hoofdstuk wordt de hemelvaart van Jezus beschreven.  
Vragen van de apostelen die Jezus beantwoordt en leiden tot een dialoog handelen onder meer over de eschatologische opstanding; de wederkomst van Jezus; het Laatste oordeel; de opdracht van de apostelen; of er andere leerstukken kunnen zijn die afwijkend zijn van dat wat de apostelen onderwijzen en of niet-joden in het christendom aan de zelfde voorwaarden moeten voldoen als joden. Ook de missie van Paulus wordt beschreven maar zonder zijn opvattingen te noemen. Een steeds terugkerend thema is dat van de noodzaak van een godsvruchtig leven en een onberispelijke levenswandel.
Deze literaire vorm van een openbaringsdialoog werd vooral in de gnostische literatuur toegepast. De tekst van het Epistula Apostolorum heeft echter een duidelijk anti-gnostisch karakter. Op het vakgebied wordt deze literaire vorm dan ook wel als een vorm van bewuste parodie op gnostische literatuur gezien. Enkele duidelijke anti-gnostische opvattingen in de tekst zijn: 
- Gnostici geloofden niet in het lijden van Jezus en zijn  lichamelijke opstanding.  Gnostici geloofden dat bij de kruisiging de goddelijke Christus de mens Jezus voor de dood aan het kruis heeft verlaten. De gekruisigde Jezus was dus slechts een lichamelijk omhulsel. De tekst van het Epistula Apostolorum  beklemtoont de opvatting dat Jezus écht is gestorven, heeft geleden, écht is  opgestaan en na zijn opstanding een mens was met een écht lichaam;
- In de gnostiek handelt het niet om vergeving van zonden, maar om het opheffen van onwetendheid door openbaring van een verlosser.  In deze tekst heeft de mens vergeving van zonden nodig die alleen verkregen kan worden door doop en bekering.
- In de gnostiek is de  de dwaze of boosaardige demiurg de scheppergod en die is nooit de vader van de verlosser. In deze tekst is de vader van Jezus Christus uitdrukkelijk de schepper van hemel, aarde en de mens.